# Bartimée
Cet article concerne le personnage biblique. Pour le personnage de Jonathan Stroud, voir Bartiméus (démon).
Bartimée (en grec ancien : Βαρτίμαιος), dont le nom signifie « fils de Timée » en araméen, est, dans les évangiles, un aveugle guéri par Jésus à l'entrée de Jéricho. Cet épisode existe dans les trois évangiles synoptiques (Marc, Matthieu et Luc), mais le nom de Bartimée n'apparaît que chez Marc,.
Bartimée supplie : « Jésus, fils de David, aie pitié de moi. ».

## Récit
L'Évangile selon Marc (10 : 46-52) raconte la guérison d'un mendiant aveugle, nommé Bartimée (littéralement « Fils de Timée »). Il est l’un des rares bénéficiaires de guérison dont les évangélistes nous font connaître le nom. Alors que Jésus quitte Jéricho avec ses disciples, Bartimée crie : « Fils de David, aie pitié de moi ! » et persiste, même si la foule tente de le faire taire. Jésus leur fait amener l'homme et lui demande ce qu'il veut ; il demande à pouvoir voir. Jésus lui dit que sa foi l'a guéri ; il recouvre immédiatement la vue et suit Jésus.
L'Évangile de Matthieu présente deux aveugles anonymes, assis au bord de la route ; Jésus est « ému de compassion » et touche leurs yeux. 20 :29-34 Une version de la même histoire est racontée plus tôt dans le récit, lorsque Jésus prêche en Galilée. A cette occasion, il demande aux aveugles s'ils croient qu'il peut les guérir, et lorsqu'ils lui assurent qu'ils le font, il félicite leur foi et touche leurs yeux, leur redonnant la vue. Il les avertit de n'en parler à personne, mais ils vont répandre la nouvelle dans tout le quartier. (Matthieu 9 :27-31)
L’Évangile de Luc 18 :35-43 traite l’histoire d’une manière différente ; il y a un aveugle sans nom, et l'auteur déplace l'incident pour qu'il se produise alors que Jésus s'approche de Jéricho, afin que cela puisse conduire à l'histoire de Zachée . 

## Exégèse
Cet épisode peut être lu comme une parabole de la découverte de la foi. Ainsi, au départ, Bartimée est aveugle — assis — au bord du chemin. À la fin, Bartimée est « voyant » et suit Jésus sur le chemin.
En plus de raconter une histoire miraculeuse qui montre la puissance de Jésus, l’auteur de l’Évangile utilise cette histoire pour avancer un objectif clairement théologique. Cela montre un personnage qui comprend qui est Jésus et la bonne manière de lui répondre – avec foi. Le mendiant, lorsqu'il est appelé vers Jésus, se débarrasse de son manteau, symbolisant l'abandon de ses biens. Et l'utilisation du titre « Fils de David » – la seule occasion où ce titre est utilisé dans l'Évangile de Marc – sert à identifier Jésus comme le Messie.  C'était aussi une référence à l'autorité royale de Jésus, que les Juifs auraient considérée comme le mettant en désaccord avec César. L'empereur était le référent approprié de l'appel de Kyrie Eleison , comme on l'aurait appelé kyrios en grec (« seigneur » en français).